# Urban Justice
Urban Justice (i Storbritannien Renegade Justice) är en amerikansk actionfilm från 2007 i regi av Don E. Fauntleroy. Dom släpptes i USA i oktober 2007. Screen Gems funderade på att lansera den på bioi USA. I så fall hade det blivit det Seagals första biofilm sen 2002, då Half Past Dead gick under en kort tid. I och för sig gick Into the Sun också upp på bio, men endast i ett fåtal länder i Asien. Filmen släpptes dock direkt på DVD.

## Handling
Polisen Max blir mördad i vad som tycks vara en slumpmässig drive-by-skjutning. Polisens utredare har inga stora förhoppningar om att kunna ta fast mördaren. Max pappa Simon bestämmer sig för att ta reda på vem som är skyldig och hämnas.

## Rollista (i urval)
- Steven Seagal - Simon
- Eddie Griffin - Armand
- Josh Berry - Kommissarie Brown
- Brett Brock - Watch Sergeant
- Danny Trejo - El Chivo
- Dave Colon - Polis
- Daniel Thomas Murphy - Polis
- Mikki Padilla - Chivos tjej
- Larnell Stovall - Gängmedlem
- Jade Yorker - Lewis
- Jesus Jr. - Jesus - Chivos medhjälpare